# Superliga de Suiza 2023-24
La Superliga de Suiza 2023-24 por motivos de patrocinio Credit Suisse Super League fue la 127.ª temporada de la Superliga de Suiza, la máxima categoría del fútbol profesional en Suiza. El torneo comenzó el 22 de julio de 2023 y finalizó el 25 de mayo de 2024. Tuvo un receso de invierno entre el 17 de diciembre de 2023 y el 20 de enero de 2024.

## Formato
Desde el cambio de nombre y la reestructuración de la Liga Nacional A a la Superliga, a partir de la temporada 2003-04, la liga se ha estado ejecutando bajo el mismo formato y la misma cantidad de equipos. Esta temporada será la primera temporada de la Superliga bajo un nuevo formato. También vuelve a tener doce equipos la máxima categoría.
La temporada se divide en dos fases:
En una primera fase los doce equipos se enfrentan tres veces entre sí, para un total de 33 jornadas. Posteriormente la liga se divide en dos grupos de seis cada uno, un grupo de campeonato y un grupo de descenso.
Cada equipo jugará contra todos los demás equipos de su grupo una vez (cinco partidos cada uno), para un total de 38 jornadas.
El grupo del campeonato jugará por el título de campeón de fútbol suizo y la clasificación para los campeonatos europeos.
El grupo de descenso jugará contra el descenso (último lugar) y la clasificación para el desempate de descenso (penúltimo lugar).
Los puntos ganados en la primera fase se transfieren a la segunda fase.

## Ascensos y descensos
Debido al aumento del número de equipos de 10 a 12, ningún equipo descendió directamente al final de la temporada anterior y dos equipos ascendieron directamente desde la Challenge League.
El campeón de la Challenge League, Yverdon-Sport FC, y el subcampeón FC Lausanne-Sport lograron el ascenso directo. El FC Stade-Lausana-Ouchy venció al FC Sion en el play-off de ascenso/descenso y lo reemplazará en la máxima categoría. Yverdon Sport vuelve a la máxima categoría tras su participación en la temporada 2005-06, mientras que Lausanne Sport regresó a la SuperLiga después de solo una temporada en el segundo nivel tras haber descendido en la temporada 2021-22, Lausanne-Ouchy debuta esta temporada en la SuperLiga.
| Pos. | Descendido de la Superliga de Suiza 2022-23 |
| ---- | ------------------------------------------- |
| 10.º | FC Sion                                     |

| Pos. | Ascendidos de la Challenge League 2022-23 |
| ---- | ----------------------------------------- |
| 1.º  | Yverdon-Sport FC                          |
| 2.º  | FC Lausanne-Sport                         |
| 3.º  | FC Stade-Lausana-Ouchy                    |

## Equipos participantes
| Club                    | Ciudad            | Entrenador         | Estadio                        | Capacidad |
| ----------------------- | ----------------- | ------------------ | ------------------------------ | --------- |
| BSC Young Boys          | Berna             | Raphaël Wicky      | Stadion Wankdorf               | 31 783    |
| Servette FC             | Ginebra           | René Weiler        | Stade de Genève                | 30 084    |
| FC Lugano               | Lugano            | Mattia Croci Torti | Stadio Comunale di Cornaredo   | 6390      |
| FC Lucerna              | Lucerna           | Mario Frick        | Swissporarena                  | 17 000    |
| FC Basilea              | Basilea           | Timo Schultz       | St. Jakob-Park                 | 38 512    |
| FC St. Gallen           | San Galo          | Peter Zeidler      | Kybunpark                      | 19 568    |
| Grasshopper Zürich      | Zúrich            | Bruno Berner       | Stadion Letzigrund             | 26 104    |
| FC Zúrich               | Zúrich            | Bo Henriksen       | Stadion Letzigrund             | 26 104    |
| FC Winterthur           | Winterthour       | Patrick Rahmen     | Stadion Schützenwiese          | 9400      |
| Yverdon Sport FC        | Yverdon-les-Bains | Marco Schällibaum  | Stade Municipal de Yverdon     | 8200      |
| FC Lausanne-Sport       | Lausanne          | Ludovic Magnin     | Stade de la Tuilière           | 12 544    |
| FC Stade Lausanne-Ouchy | Lausanne          | Anthony Braizat    | Stade Olympique de la Pontaise | 15 850    |

## Tabla de posiciones
| Pos. | Equipo             | Pts. | PJ | G  | E  | P  | GF | GC | Dif. | Clasificación 2024-25 |
| ---- | ------------------ | ---- | -- | -- | -- | -- | -- | -- | ---- | --------------------- |
| 1    | BSC Young Boys     | 65   | 33 | 19 | 8  | 6  | 67 | 32 | +35  | Ronda de campeonato   |
| 2    | FC Lugano          | 59   | 33 | 18 | 5  | 10 | 61 | 44 | +17  | Ronda de campeonato   |
| 3    | Servette FC        | 57   | 33 | 16 | 9  | 8  | 53 | 38 | +15  | Ronda de campeonato   |
| 4    | FC St. Gallen      | 50   | 33 | 14 | 8  | 11 | 53 | 44 | +9   | Ronda de campeonato   |
| 5    | FC Winterthur      | 49   | 33 | 13 | 10 | 10 | 55 | 56 | −1   | Ronda de campeonato   |
| 6    | FC Zürich          | 48   | 33 | 12 | 12 | 9  | 44 | 35 | +9   | Ronda de campeonato   |
| 7    | FC Lucerna         | 44   | 33 | 12 | 8  | 13 | 41 | 46 | −5   | Ronda de descenso     |
| 8    | Lausanne-Sport     | 40   | 33 | 10 | 10 | 13 | 43 | 48 | −5   | Ronda de descenso     |
| 9    | FC Basilea         | 40   | 33 | 11 | 7  | 15 | 41 | 51 | −10  | Ronda de descenso     |
| 10   | Yverdon-Sport FC   | 40   | 33 | 11 | 7  | 15 | 43 | 64 | −21  | Ronda de descenso     |
| 11   | Grasshopper Zürich | 30   | 33 | 8  | 6  | 19 | 35 | 45 | −10  | Ronda de descenso     |
| 12   | Lausanne Ouchy     | 23   | 33 | 5  | 8  | 20 | 33 | 66 | −33  | Ronda de descenso     |

Actualizado a los partidos jugados el 21 de abril de 2024.
 Fuente: Swiss Super League
Criterios de clasificación: 1) Puntos; 2) diferencia de goles; 3) goles marcados; 4) diferencia de gol directa; 5) goles de visita; 6) Sorteo.

## Ronda de campeonato
| Pos. | Equipo             | Pts. | PJ | G  | E  | P  | GF | GC | Dif. | Clasificación 2024-25                     |
| ---- | ------------------ | ---- | -- | -- | -- | -- | -- | -- | ---- | ----------------------------------------- |
| 1    | BSC Young Boys (C) | 77   | 38 | 23 | 8  | 7  | 76 | 34 | +42  | Ronda de play-off de la Liga de Campeones |
| 2    | FC Lugano          | 65   | 38 | 20 | 5  | 13 | 67 | 51 | +16  | Segunda ronda de la Liga de Campeones     |
| 3    | Servette FC        | 64   | 38 | 18 | 10 | 10 | 59 | 43 | +16  | Tercera ronda de la Liga Europa           |
| 4    | FC Zürich          | 60   | 38 | 16 | 12 | 10 | 53 | 41 | +12  | Segunda ronda de la Liga Conferencia      |
| 5    | FC St. Gallen      | 57   | 38 | 16 | 9  | 13 | 60 | 51 | +9   | Segunda ronda de la Liga Conferencia      |
| 6    | FC Winterthur      | 49   | 38 | 13 | 10 | 15 | 60 | 71 | −11  |                                           |

Actualizado a los partidos jugados el 25 de mayo de 2024.
 Fuente: Swiss Super League, Soccerway
Criterios de clasificación: 1) Puntos; 2) diferencia de goles; 3) goles marcados; 4) diferencia de gol directa; 5) goles de visita; 6) Sorteo.

## Ronda de descenso
| Pos. | Equipo                 | Pts. | PJ | G  | E  | P  | GF | GC | Dif. | Clasificación 2024-25                     |
| ---- | ---------------------- | ---- | -- | -- | -- | -- | -- | -- | ---- | ----------------------------------------- |
| 1    | FC Lucerna             | 49   | 38 | 13 | 10 | 15 | 47 | 53 | −6   |                                           |
| 2    | FC Basilea             | 49   | 38 | 13 | 10 | 15 | 45 | 52 | −7   |                                           |
| 3    | Yverdon-Sport FC       | 47   | 38 | 13 | 8  | 17 | 50 | 71 | −21  |                                           |
| 4    | Lausanne-Sport         | 45   | 38 | 11 | 12 | 15 | 48 | 53 | −5   |                                           |
| 5    | Grasshopper Zürich (O) | 38   | 38 | 10 | 8  | 20 | 41 | 49 | −8   | Clasifica a Play-off Ascenso-Descenso     |
| 6    | Lausanne Ouchy (D)     | 29   | 38 | 7  | 8  | 23 | 40 | 77 | −37  | Descenso a Swiss Challenge League 2024–25 |

Actualizado a los partidos jugados el 21 de mayo de 2024.
 Fuente: Swiss Super League
Criterios de clasificación: 1) Puntos; 2) diferencia de goles; 3) goles marcados; 4) diferencia de gol directa; 5) goles de visita; 6) Sorteo.

## Play-offs Ascenso-descenso
| 26 de mayo de 2024 | Grasshopper Zürich | 1:1 (0:0) | FC Thun    | Letzigrund, Zúrich         |                            |
| 16:00 (CEST)       | Morandi 90+7'      | Reporte   | Gutbub 52' | Árbitro(s): Sandro Schärer | Árbitro(s): Sandro Schärer |

| 31 de mayo de 2024 | FC Thun  | 1:2 (1:1) (Global 2:3) | Grasshopper Zürich          | Stockhorn Arena, Thun    |                          |
| 20:30 (CEST)       | Kone 43' | Reporte                | Morandi 3' · Abubakar 90+1' | Árbitro(s): Urs Schnyder | Árbitro(s): Urs Schnyder |

## Máximos goleadores
Actualizado el 25 de mayo de 2024.
| Pos. | Jugador            | Club             | Goles |
| ---- | ------------------ | ---------------- | ----- |
| 1    | Žan Celar          | FC Lugano        | 14    |
| 1    | Kevin Carlos       | Yverdon-Sport FC | 14    |
| 1    | Chadrac Akolo      | FC St. Gallen    | 14    |
| 4    | Kaly Sène          | Lausanne-Sport   | 12    |
| 4    | Antonio Marchesano | FC Zürich        | 12    |
| 4    | Joël Monteiro      | BSC Young Boys   | 12    |
| 7    | Jonathan Okita     | FC Zürich        | 11    |
| 8    | Chris Bedia        | Servette FC      | 10    |
| 8    | Cedric Itten       | BSC Young Boys   | 10    |
| 10   | Jean-Pierre Nsame  | BSC Young Boys   | 9     |
| 10   | Aldin Turkeš       | FC Winterthur    | 9     |
| 10   | Silvere Ganvoula   | BSC Young Boys   | 9     |
| 10   | Thierno Barry      | FC Basilea       | 9     |
| 10   | Meschack Elia      | BSC Young Boys   | 9     |

## Challenge League

### Estadios y localización
| Club                | Ciudad       | Estadio                    | Capacidad |
| ------------------- | ------------ | -------------------------- | --------- |
| FC Aarau            | Aarau        | Stadion Brügglifeld        | 8,000     |
| FC Baden            | Fislisbach   | Esp Stadium                | 7,000     |
| AC Bellinzona       | Bellinzona   | Stadio Comunale Bellinzona | 5,000     |
| Neuchâtel Xamax FCS | Neuchâtel    | Stade de la Maladière      | 11,997    |
| FC Schaffhausen     | Schaffhausen | Berformance Arena          | 8,200     |
| FC Sion             | Sion         | Stade de Tourbillon        | 14,283    |
| FC Stade Nyonnais   | Nyon         | Centre Sportif de Colovray | 7,200     |
| FC Thun             | Thun         | Stockhorn Arena            | 10,014    |
| FC Vaduz            | Vaduz        | Rheinpark Stadion          | 7,584     |
| FC Wil 1900         | Wil          | Stadion Bergholz           | 6,958     |

### Tabla de posiciones
| Pos. | Equipo              | Pts. | PJ | G  | E  | P  | GF | GC | Dif. | Ascenso o clasificación              |
| ---- | ------------------- | ---- | -- | -- | -- | -- | -- | -- | ---- | ------------------------------------ |
| 1    | FC Sion (A, C)      | 79   | 36 | 23 | 10 | 3  | 73 | 23 | +50  | Ascenso a Superliga de Suiza 2024-25 |
| 2    | FC Thun             | 76   | 36 | 23 | 7  | 6  | 73 | 38 | +35  | Play-offs Ascenso-descenso           |
| 3    | FC Vaduz            | 49   | 36 | 13 | 10 | 13 | 67 | 55 | +12  | Segunda ronda de la Liga Conferencia |
| 4    | Neuchâtel Xamax FCS | 49   | 36 | 11 | 16 | 9  | 55 | 45 | +10  |                                      |
| 5    | FC Wil              | 44   | 36 | 11 | 11 | 14 | 48 | 52 | −4   |                                      |
| 6    | FC Aarau            | 43   | 36 | 12 | 7  | 17 | 51 | 59 | −8   |                                      |
| 7    | FC Stade Nyonnais   | 43   | 36 | 11 | 10 | 15 | 45 | 58 | −13  |                                      |
| 8    | AC Bellinzona       | 42   | 36 | 11 | 9  | 16 | 39 | 50 | −11  |                                      |
| 9    | FC Schaffhausen     | 38   | 36 | 8  | 14 | 14 | 36 | 55 | −19  |                                      |
| 10   | FC Baden (D)        | 26   | 36 | 6  | 8  | 22 | 31 | 82 | −51  | Descenso a Swiss Promotion League    |

 Fuente: Swiss Challenge League
Criterios de clasificación: 1) Puntos; 2) Diferencia de goles; 3) Goles marcados; 4) Diferencia de goles en cabeza a cabeza; 5) Goles de visitante marcados; 6) Sorteo.
Notas:
1. ↑  FC Vaduz se clasificó para la Segunda ronda de la Liga Conferencia al ganar la Copa de Liechtenstein de 2023-24.